# Todesmarsch nach Chiasso
Todesmarsch nach Chiasso ist ein Schweizer Film des  kontroversen Regisseurs Juval Marlon aus dem Jahr 2023. Der Film ist eine Mischung aus Dokumentarfilm und Horrorfilm, der vor allem von dem Schauspieler Marco Klammer handelt.

## Handlung
Der Film vermischt ein halbdokumentarisches Interview mit Marco Klammer mit Tötungsszenen, die zum Teil bisher unveröffentlicht sind, zum Teil aber auch aus Marlons anderen Werken, zum Beispiel Sturmgewehr (2019). Die Prämisse des Filmes ist, dass Klammer auf dem Weg zum Grab seiner guten Freundin und Underground-Schauspielerin Shivabel Coeurnoir ist, die ebenfalls in Marlons Werken mitgespielt hatte. Klammer spricht in den Interviews, die er am Anfang als halbfiktiv ankündigt, offen über seine Alkoholprobleme, seine Verbindung zum Underground-Horrorfilm, seine Ansichten zum Tod und zur Religion. Er zeigt sich in den Interviews als Misanthrop. Ausserdem äussert er sich zu Vorwürfen, er sei ein Misogynist.
In den Rahmenszenen ist unter anderem zu sehen, wie sich Klammer einen (fiktiven) Gewaltporno anschaut, bei dem ein Messer in eine Vulva gesteckt wird, sowie eine Prostituierte während des Geschlechtsakts ermordet und anschliessend weiter penetriert wird. Neben Klammer kommt auch Isabelle Fitzgerald, ebenfalls eine Underground-Schauspielerin, zu Wort.
Am Ende erreicht er das Grab von Coeurnoir und schneidet sich auf dem Friedhof die Pulsadern auf.

## Hintergrund
Der Film gehört zum Genre der Mockumentary, bei der bewusst reale Ansichten von Klammer mit fiktiven gemischt werden. Zudem ist der Film in eine fiktive Rahmenhandlung eingebettet. Er basiert auf dem Kurzfilm Todesmarsch von 2020.
Marco Klammer starb ein Jahr nach Veröffentlichung des Films.
Der Film wurde 2023 in Österreich über Uncut.tv als DVD und Blu-Ray veröffentlicht. Er ist ausserdem als Bonusfilm auf den Film-Mediabooks zu Einöde der Peiniger und Des Töchterleins Leid erhältlich.